# Physaraia sarisa
Physaraia sarisa är en stekelart som beskrevs av Donaldson 1989. Physaraia sarisa ingår i släktet Physaraia och familjen bracksteklar. Inga underarter finns listade i Catalogue of Life.